# Nicolas Vajou
Nicolas Vajou este un jucător de fotbal francez, care în prezent joacă pentru echipa FCM Bacău, el debutând în fotbalul profesionist chiar la formația băcăuană, ajuns aici de la Auxerre.
1. ↑  Nicolas Vajou, Transfermarkt, accesat în 9 octombrie 2017